# Vereniging De Hollandsche Molen
De Hollandsche Molen is een Nederlandse vereniging die zich inzet voor het behoud van windmolens en watermolens in Nederland. 

## Geschiedenis
Door de introductie van elektriciteit op het platteland in de jaren twintig was de onbetrouwbare bemaling met windmolensoverbodig geworden en konden werktuigen op elk gewenst moment hun werk doen. In 1923 werd te Amsterdam de vereniging "De Hollandsche Molen" opgericht, met als voorzitter Pieter van Tienhoven, om de toenmalige grootschalige sloop van wind- en watermolens te stoppen. De vereniging richtte zich in eerste instantie op het behoud van de molens omwille van hun economische functie. Na de Tweede Wereldoorlog verschoof het accent naar de historische en landschappelijke waarde van de windmolens en het maalvaardig maken en houden van molens. Tevens legde de vereniging een omvangrijk archief over alle bestaande en verdwenen molens aan. Bestuursleden, waaronder Anton ten Bruggencate en B. van der Veen Czn., hebben veel informatie vastgelegd die anders verdwenen zou zijn.
In 1972 werd het Gilde van Vrijwillige Molenaars (sinds 2023: Gilde van Molenaars)opgericht door een aantal jonge molenaars die vrijwillig met het ambacht aan de slag wilden. Het Gilde verzorgt de opleiding tot vrijwillig molenaar en De Hollandsche Molen neemt de landelijke examens af. Met het getuigschrift van de vereniging De Hollandsche Molen mag op alle molens in Nederland worden gedraaid.
Sinds mei 1954 geeft de vereniging een blad uit voor haar leden, aanvankelijk Molennieuws genoemd, nu Molens. De vereniging heeft een eigen website met onder andere een database van alle meer dan 1200 molens in Nederland.
De vereniging heeft praktische richtlijnen ter bevordering van de molenbiotoop ontwikkeld. Deze komt door verstedelijking steeds meer onder druk te staan. Molens die geen wind vangen staan vaak stil en raken daardoor snel in verval. Ook vermindert de beleving van een molen als toeristische attractie wanneer deze tussen hoge bomen of bebouwing staat.
In 1973 is naar idee van Eric Zwijnenberg in samenwerking met de VVV de eerste Nationale Molendag georganiseerd, die sindsdien jaarlijks wordt gehouden. Vanaf 1976 werd dit evenement gecombineerd met de door de ANWB georganiseerde Landelijke Fietsdag op de tweede zaterdag in mei. Tegenwoordig is de gehele maand mei tot fietsmaand uitgeroepen, maar de Nationale Molendag duurt slechts een dag, hoewel sommige molens ook op zondag zijn geopend voor het publiek.

## Nationale Molen- en Gemalendagen
Vereniging De Hollandsche Molen organiseert met andere molenorganisaties in Nederland en de Gemalenstichting elk jaar in het 2e weekend van de maand mei de Nationale Molen- en Gemalendagen. Op deze dagen zijn honderden molens en veel museale gemalen geopend voor het publiek. Vaak worden ook bij veel molens extra activiteiten georganiseerd.

## Beschermheren en -vrouwen
Leden van het Koninklijk Huis zijn beschermheer of -vrouwe. Van 1980 tot zijn overlijden in 2002 was prins Claus beschermheer van de vereniging. Daarna droeg zijn zoon prins Friso die functie, tot zijn overlijden op 12 augustus 2013. Sinds 17 augustus 2014 heeft prinses Beatrix de functie van haar overleden zoon overgenomen.

## Molens van De Hollandsche Molen
In de loop der tijd heeft de vereniging een aantal molens in eigendom verworven, te weten:
- Korenmolen de Braakmolen te Goor
- Korenmolen De Jager te Oud-Vossemeer
- Korenmolen Nooit Gedacht te Warnsveld
- Korenmolen Rijn en Lek te Wijk bij Duurstede
- Korenmolen De Roos te Delft
- Korenmolen De Speelman te Overschie
- Poldermolen de Zuidpoldermolen te Edam